# Elezioni parlamentari in Catalogna del 2017
Le elezioni parlamentari in Catalogna del 2017 si tennero il 21 dicembre per il rinnovo del Parlamento; furono indette dal Presidente del Governo spagnolo Mariano Rajoy in applicazione dell'articolo 155 della Costituzione spagnola, dopo la rimozione del governo catalano allora in carica.
I tre partiti indipendentisti catalani, con il 47,5%, confermarono la maggioranza assoluta dei seggi parlamentari, ottenendone 70 su 135, ma non di voti.

## Contesto
Dopo le elezioni del 2015, i partiti indipendentisti catalani detenevano la maggioranza in Parlamento, ma il presidente in carica Artur Mas e la sua alleanza Junts pel Sí (JxSí) erano costituiti principalmente dalla Convergenza Democratica della Catalogna (CDC) e dalla Sinistra Repubblicana della Catalogna (ERC), supportati dalla Candidatura di Unità Popolare (CUP) per arrivare a una maggioranza. La decisione della CUP di votare contro la sua investitura costrinse Mas a ritirarsi per impedire una nuova elezione, con Carles Puigdemont, sindaco di Gerona, che era stato eletto presidente di una coalizione CDC-ERC. Poco dopo, CDC è stato rifondato come Partito Democratico Europeo Catalano (PDeCAT).
Il 27 ottobre 2017, in seguito al controverso referendum del 1º ottobre, la maggioranza indipendentista del Parlamento catalano ha votato a favore di una risoluzione per dichiarare unilateralmente l'indipendenza, poco prima che il Senato spagnolo votasse per applicare l'articolo 155 della Costituzione spagnola. Ciò ha permesso al Primo ministro Mariano Rajoy di licenziare il governo catalano e sciogliere il Parlamento catalano, convocando un'elezione regionale per il 21 dicembre. 
Con 36 seggi, il principale partito anti-indipendenza, Ciudadanos (Cs), è emerso come il maggiore del Parlamento. Il Partito socialista di Catalogna (PSC) ha ottenuto risultati molto inferiori alle aspettative e ha aumentato il numero dei seggi di uno, mentre Catalunya en Comú-Podem, il braccio catalano di Podemos e di altre forze di sinistra, erede del precedente Catalunya Sí que es Pot, che non ha mai preso una posizione chiara sul tema, ha ricevuto il 7,5% dei voti e 8 seggi. A causa del risultato combinato di Junts per Catalunya (JuntsxCat) di Puigdemont, di ERC e della CUP, le parti a sostegno dell'indipendenza hanno mantenuto la maggioranza nelle elezioni, il che significa che era matematicamente possibile per un governo di coalizione indipendentista tornare al potere, nonostante la maggioranza fosse stata ridotta di due seggi.
Grande perdente delle elezioni è stato il Partito Popolare (PP) di Rajoy, il cui netto calo elettorale - ridotto al 4,2% della quota e 4 su 135 seggi - significava che non sarebbe stato possibile formare un gruppo parlamentare nel Parlamento per la prima volta nella storia.

## Risultati
| Liste                                                     | Voti      | %     | Seggi |
| --------------------------------------------------------- | --------- | ----- | ----- |
| Ciudadanos                                                | 1 109 732 | 25,35 | 36    |
| Junts per Catalunya                                       | 948 233   | 21,66 | 34    |
| Sinistra Repubblicana di Catalogna - Catalogna Sì         | 935 861   | 21,38 | 32    |
| Partito dei Socialisti di Catalogna                       | 606 659   | 13,86 | 17    |
| Catalunya en Comú-Podem (Podemos - Catalunya en Comú)     | 326 360   | 7,46  | 8     |
| Candidatura di Unità Popolare                             | 195 246   | 4,46  | 4     |
| Partito Popolare                                          | 185 670   | 4,24  | 4     |
| Partito Animalista Contro il Maltrattamento degli Animali | 38 743    | 0,89  | –     |
| Recortes Cero - Gruppo Verde                              | 10 287    | 0,24  | –     |
| Per un Mondo più Giusto                                   | 577       | 0,01  | –     |
| Voti in bianco                                            | 19 431    | 0,44  | –     |
| Totale                                                    | 4 376 799 | 100   | 135   |